# Michel-Pierre Pontbriand
Michel-Pierre Pontbriand (Saint-Sauveur, 4 marzo 1985) è un ex giocatore di football americano canadese, che ha giocato come runningback.
Dopo aver giocato per una squadra universitaria canadese fino al 2007 viene scelto come undrafted free agent dagli Winnipeg Blue Bombers nel 2011 nonostante non fosse più in attività (eccezion fatta per la convocazione nella nazionale canadese che ha ottenuto l'argento al mondiale 2011).